# Алюминококимбит
Алюминококимбит - Химическая формула (FeAl(SO4)3 × 9H2O) Минерал визуально не отличим от кокимбита. Сингония тригональная, гексагонально-скаленоэдрический класс симметрии 3-m (3- 2/m). Пространственная группа: P3- 1c. Параметры элементарной ячейки: a = 10.7065(7) Å, c = 17.3077(11) Å, a: c = 1 : 1.617. V = 1718.2 Å3 (рассчитано по элементарной ячейке). Бесцветный до бледно-розового. Блеск стеклянный. Плотность (изм.) = 2.03. Одноосный (+).
Назван по составу и сходству с кокимбитом.

## Морфология
Образует таблитчатые или короткопризматические кристаллы до 0.5 мм. Превалирующие простые формы — пинакоиды и гексагональные призмы первого и второго порядка.

## Нахождение
- Первоначальное местонахождение: среди продуктов низкотемпературных фумарол (< 100 °C) Грота дель Алюме, остров Вулькано, Липарские о-ва, Сицилия, Италия (Grotta dell’Allume, Porto Levante, Vulcano Island, Lipari, Eolie Islands (Aeolian Islands), Messina Province, Sicily, Italy).